# 1923 في العراق
فيما يلي قوائم الأحداث التي وقعت خلال عام 1923 في العراق.

## سياسة

### تعيين في المنصب
- 22 نوفمبر – جعفر العسكري رئيس وزراء العراق.

### انتهاء فترة المنصب
- 22 نوفمبر – عبد المحسن السعدون رئيس وزراء العراق.

## ظهور
- 1 يناير – ليلى

## مواليد

### يناير
- 1 يناير – آمنة صبري مراد دكتورة وطبيبة وباحثة عراقية.
- 1 يناير – نزيهة الدليمي سياسية عراقية.

### مايو
- 14 مايو – عدنان الباجه جي سياسي عراقي.

## وفيات

### يناير
- 1 يناير – يحيى الوتري (مواليد 1865) قاضي وكاتب ومؤلف عراقي.